# Ramos Otero
Ramos Otero es una localidad del partido de Balcarce, provincia de Buenos Aires, Argentina. 
Situada sobre el a 18 km de la ruta provincial 29, dista 54 km de la ciudad de Balcarce.

## Toponimia
Su nombre se lo debe a don Ignacio Ramos Otero, quien donó sus tierras para la construcción de la estación que actualmente lleva su nombre. 
Era Ramos Otero un hombre de una acomodada posición económica y estaba casado con doña Emilia Noel Lecuona, hija y heredera del rico empresario de la industria de los dulces, Carlos Noel Echave.

## Población
Cuenta con 95 habitantes (Indec, 2010), lo que representa un leve incremento del 3,2% frente a los 92 habitantes (Indec, 2001) del censo anterior. 
Entre los productores agropecuarios que poseen explotaciones en la localidad se destacan el magnate Gregorio Pérez Companc y Miguel José Gaíta, histórico dirigente de ADEPA.
Ramos Otero tiene la particularidad de ser la localidad de origen del padre de Fernando Bravo, reconocido periodista y presentador argentino. 
| Gráfica de evolución demográfica de Ramos Otero entre 1991 y 2010 |
|                                                                   |
| Fuente: Censos nacionales del INDEC                               |

## Descripción
La estación está rodeada de dos calles principales, en las que se encuentran sólo casas bajas, formando un centro de cinco manzanas, más otras siete que conforman el resto del pueblo.
Posee un club, La Alianza Sociedad de Fomento, un jardín de infantes, una escuela provincial (la n.° 47) “Martín Miguel de Güemes”,con seis grados , y una escuela secundaria extensión media n.° 4. 
La Sociedad Rural Argentina (SRA) tiene representación gremial en el territorio, a cargo del delegado titular del distrito n.°3, Patricio Dellagiovanna Gaìta. 
Existen algunas estancias emblemáticas con cascos tradicionales, tales como La Emiliay Los Galpones.  
También, destacan en la localidad cabañas ganaderas de altísimo prestigio, con genética de punta premiada a nivel internacional.

## Fuente de consulta
- Revista Rural Sudeste, año XI, mayo-junio de 2002, n.° 72.